# Річард Грант
Річард Е. Грант (англ. Richard E. Grant; справжнє ім'я: Річард Грант Естерхейсен, англ. Richard Grant Esterhuysen; нар. 5 травня 1957, Мбабане, Свазіленд) — британський актор зі Свазіленду, найбільш відомий завдяки ролі Вітнейла у фільмі  «Вітнейл і я», який увійшов до списку 100 найкращих британських фільмів за 100 років за версією Британського кіноінституту.

## Біографія
Річард Грант народився в сім'ї африканерів в Свазіленді, де його батько, Генріх Естерхейсен, був міністром освіти в адміністрації британського протекторату, а мати — викладачкою балетної майстерності. Середню освіту здобував у Південноафриканському коледжі об'єднаного світу Вотерфорд Камхлаба. Навчався в Кейптаунському університеті, згодом перебрався до Великої Британії, де змінив прізвище на "Грант".

## Фільмографія

### Фільми
| Рік  |    | Українська назва                   | Оригінальна назва                   | Роль                   |
| ---- | -- | ---------------------------------- | ----------------------------------- | ---------------------- |
| 1987 | ф  | Вітнейл і я                        | Withnail and I                      | Вітнейл                |
| 1987 | ф  |                                    | Hidden City                         | Брюстер                |
| 1989 | ф  |                                    | How to Get Ahead in Advertising     | Денис Дімблбі Беглі    |
| 1989 | ф  |                                    | Killing Dad                         | Алі Берг               |
| 1989 | ф  | Чорнокнижник                       | Warlock                             | Джайлз Редферн         |
| 1990 | ф  | Місячні гори                       | Mountains of the Moon               | Ларрі Оліфант          |
| 1990 | ф  |                                    | Henry & June                        | Гюго Гілер             |
| 1991 | ф  | Лос-Анджелеська історія            | L.A. Story                          | Роланд Маккі           |
| 1991 | ф  | Гудзонський яструб                 | Hudson Hawk                         | Дарвін Мейфлавер       |
| 1992 | ф  | Гравець                            | The Player                          | Том Оклі               |
| 1992 | ф  | Дракула                            | Bram Stoker’s Dracula               | доктор Джек Сьюард     |
| 1993 | ф  | Епоха невинності                   | The Age of Innocence                | Ларрі Леффертс         |
| 1993 | кф |                                    | Franz Kafka's It's a Wonderful Life | Франц Кафка            |
| 1994 | ф  |                                    | Prêt-à-Porter                       | Корт Ромні             |
| 1995 | ф  |                                    | Jack and Sarah                      | Джек                   |
| 1996 | ф  |                                    | The Cold Light of Day               | Віктор Марек           |
| 1996 | ф  |                                    | The Portrait of a Lady              | Лорд Уорбертон         |
| 1996 | ф  | Дванадцята ніч                     | Twelfth Night: Or What You Will     | сер Ендрю Ег'ючик      |
| 1997 | ф  |                                    | The Serpent's Kiss                  | Джеймс Фітцморіс       |
| 1997 | ф  |                                    | Keep the Aspidistra Flying          | Гордон Комсток         |
| 1997 | ф  |                                    | Food of Love                        | Алекс Салмон           |
| 1997 | ф  |                                    | Spice World                         | Кліффорд               |
| 1998 | ф  |                                    | St. Ives                            | майор Фарквар Шевенінг |
| 1999 | ф  |                                    | The Match                           | Gorgeous Gus           |
| 2000 | ф  |                                    | The Miracle Maker                   | Іван Хреститель        |
| 2000 | ф  |                                    | The Little Vampire                  | Фредерік Саквіль-Багг  |
| 2001 | ф  |                                    | Hildegarde                          | Вульф                  |
| 2001 | ф  |                                    | Gosford Park                        | Джордж                 |
| 2003 | ф  |                                    | Monsieur N.                         | Хадсон Лоу             |
| 2003 | ф  | Золота молодь                      | Bright Young Things                 | Батько Ротшильд        |
| 2005 | мф | Труп нареченої                     | Corpse Bride                        | Баркіс Біттерн         |
| 2006 | ф  | Гарфілд 2: Історія двох кішечок    | Garfield: A Tail of Two Kitties     | Престон                |
| 2006 | ф  | Пенелопа                           | Penelope                            | Френклін Вілгерн       |
| 2008 | ф  | Бруд та мудрість                   | Filth and Wisdom                    | професор Флінн         |
| 2011 | ф  | Залізна леді                       | The Iron Lady                       | Майкл Хезелтайн        |
| 2012 | мф |                                    | Zambezia                            | Сесіл                  |
| 2013 | ф  | Коханий з майбутнього              | About Time                          | адвокат                |
| 2013 | мф | Король сафарі                      | Khumba                              | Бредлі                 |
| 2013 | ф  | Дом Гемінґвей                      | Dom Hemingway                       | Діккі                  |
| 2016 | ф  | Джекі                              | Jackie                              | Білл Волтон            |
| 2017 | ф  | Лоґан: Росомаха                    | Logan                               | доктор Зандер Райс     |
| 2017 | ф  | Тілоохоронець кілера               | The Hitman's Bodyguard              | містер Зейферт         |
| 2018 | ф  | Чи зможете Ви мені пробачити?      | Can You Ever Forgive Me?            | Джек Хок               |
| 2018 | ф  | Лускунчик і чотири королівства     | The Nutcracker and the Four Realms  | Шивер                  |
| 2019 | ф  |                                    | Palm Beach                          | Біллі                  |
| 2019 | ф  | Зоряні війни: Скайвокер. Сходження | Star Wars: The Rise of Skywalker    | генерал Енрік Прайд    |
| 2021 | мф |                                    | The Spine of Night                  | Зберігач (голос)       |
| 2021 | ф  |                                    | Everybody's Talking About Jamie     | Х'юго Баттерсбі        |
| 2021 | ф  | Тілоохоронець дружини кілера       | The Hitman's Wife's Bodyguard       | містер Зайферт         |
| 2022 | ф  |                                    | Persuasion                          | сер Волтер Елліот      |
| 2023 | ф  | Солтберн                           | Saltburn                            | сер Джеймс Кеттон      |
| 2024 | ф  | Арґайл                             | Argylle                             | Фаулер                 |
| 2025 | ф  | Смерть єдинорога                   | Death of a Unicorn                  | Оделл Леопольд         |
| 2025 | ф  | Нюрнберг                           | Nuremberg                           | Девід Максвелл Файф    |

### Телебачення
| Рік       |    | Українська назва | Оригінальна назва              | Роль                                 |
| --------- | -- | ---------------- | ------------------------------ | ------------------------------------ |
| 1983      | с  |                  | Sweet Sixteen                  | Антон                                |
| 1985—1989 | с  |                  | Screen Two                     | Муні Лівінгстон / Девід Данхілл      |
| 1988      | с  |                  | Codename: Kyril                | Скалбі                               |
| 1993      | мс |                  | The Legends of Treasure Island | Джон Сільвер                         |
| 1997—1998 | мс |                  | Captain Star                   | капітан Джим Стар                    |
| 2004      | с  | Фрейзер          | Frasier                        | Стівен Мун                           |
| 2012—2013 | с  | Доктор Хто       | Doctor Who                     | доктор Волтер Сімеон / Великий Розум |
| 2014      | с  |                  | Girls                          | Джаспер                              |
| 2014      | с  | Абатство Даунтон | Downton Abbey                  | Саймон Брикер                        |
| 2016      | с  | Гра престолів    | Game of Thrones                | Ізембаро                             |
| 2020      | с  |                  | Dispatches from Elsewhere      | Октавіо Коулман                      |
| 2021      | с  | Локі             | Loki                           | класична версія Локі                 |